# Simulium rhodesinese
Simulium rhodesinese es una especie de insecto del género Simulium, familia Simuliidae, orden Diptera.
Fue descrita científicamente por Meillon, 1942.